# 숙정옹주 (태종)
숙정옹주(淑貞翁主, ? ~ 1489년 이후)는 조선의 옹주이다. 태종의 8녀이자 서4녀이며, 어머니는 신빈 신씨이다. 숙진옹주(淑眞翁主)라고도 한다.

## 생애
태종과 신빈 신씨(신녕궁주)의 셋째 딸이다.
숙정옹주가 어렸을 적에 병약하여 궁밖에 나가 있었는데, 이 때 유언강(劉彦剛)의 여종의 젖을 먹고 자라 이를 계기로 유언강의 집에서 수양되었으며, 유언강의 벼슬은 대호군까지 이르렀다. 숙정옹주는 
유언강의 집에 드나들다가 정효전과 인연을 가지게 되고 정효전과 혼인하였는데, 태종이 세상을 떠난 뒤 유언강은 다시는 의탁할 데가 없다고 생각하여 정효전을 구박하며 접대하였고 언사 또한 공손하지 않았다. 이를 들은 세종은 의금부에서 유언강을 국문하게 하였고, 세종은 자신의 누이와 부마에게 불충한 죄가 매우 크다며 유언강을 참수하고 가산을 몰수하였으며, 유언강의 처자를 종으로 만들었다.
1422년(세종 4년) 도총제 정진(鄭鎭)의 아들인 일성군(日城君) 정효전(鄭孝全)과 혼인하여 2남 4녀를 두었고, 숙진옹주(淑眞翁主)로 책봉되었다.
1453년(단종 1년), 남편인 정효전이 수양대군(세조)를 모해하려다 발각되어 국문을 받게 되었고 외방에 부처되어 있다가 다음해에 사망하였고 정효전의 재산은 적몰되었다.
1488년(성종 19년), 숙정옹주는 몰수된 전답과 남편 정효전의 속공노비를 돌려줄것을 상언하였고, 성종은 이를 돌려주라고 명하였다.
1489년(성종 20년), 숙정옹주의 상언에 관한 언급이 실록에 마지막으로 기록된 숙정옹주의 모습으로, 언제 사망하였는지는 알 수 없다.

## 가족 관계
- 아버지 : 태종(太宗, 1367 ~ 1422)
- 어머니 : 신빈 신씨(信嬪 辛氏, ? ~ 1435)
  - 오빠 : 함녕군(諴寧君, 1402 ~ 1467)
  - 오빠 : 온녕군(溫寧君, 1407 ~ 1454)
  - 언니 : 정신옹주(貞信翁主, ? ~ 1452)
  - 언니 : 정정옹주(貞靜翁主, 1410 ~ 1456)
  - 여동생 : 숙녕옹주(淑寧翁主, 생몰년 미상)
  - 여동생 : 소신옹주(昭信翁主, ? ~ 1437)
  - 여동생 : 소숙옹주(昭淑翁主, ? ~ 1456)
  - 여동생 : 숙경옹주(淑慶翁主, 1420 ~ 1494)

시가 : 연일 정씨(延日 鄭氏)
- 시아버지 : 정진(鄭鎭)
- 남편 : 일성군(日城君) 정효전(鄭孝全, ? ~ 1454)
  - 장남 : 감찰(監察) 정원창(鄭元昌)
  - 며느리 : 전주 이씨 - 이중무(李仲茂)의 딸
    - 손자 : 정승종(鄭承宗)

  - 차남 : 첨정(僉正) 정극창(鄭克昌)
  - 며느리 : 양천 허씨 - 봉례(奉禮) 허삼(許蔘)의 딸 
    - 손자 : 정천령(鄭千齡)

  - 장녀 : 전의 이씨 직장(直長) 이승존(李承尊)의 처
    - 외손자 : 이수녕(李秀寧)
    - 외손녀 : 첨사(僉使) 이기경(李起敬)의 처
    - 외손녀 : 영산 신씨 신세호(辛世瑚)의 처

  - 차녀 : 이의석(李義碩)의 처
  - 삼녀 : 정석을금(鄭石乙金) - 노맹곤(盧孟昆)의 처
  - 사녀 : 정옥금(鄭玉金) - 현감(縣監) 신순담(辛舜聃)의 처
    - 외손녀 : 연안 이씨 부사(府使) 이귀종(李貴宗)의 처